# Església de Vilarrué
L'Església de Vilarrué és una ermita romànica llombarda del meïtat segle xii, situada al municipi de Les Paüls, dins de la Franja de Ponent a la comarca de la Ribagorça a l'indret conegut com a Vilarrué.
La seva planta és una nau i absis cilíndric amb arcuacions cegues, amb un campanar en espadanya de dos ulls asimètrica. La portalada és quadrada (1825), hi ha altres dues d'estil romàniques cegades.
El seu estat és ruïnós.